# Befestigungsanlagen der Stadt Braunschweig

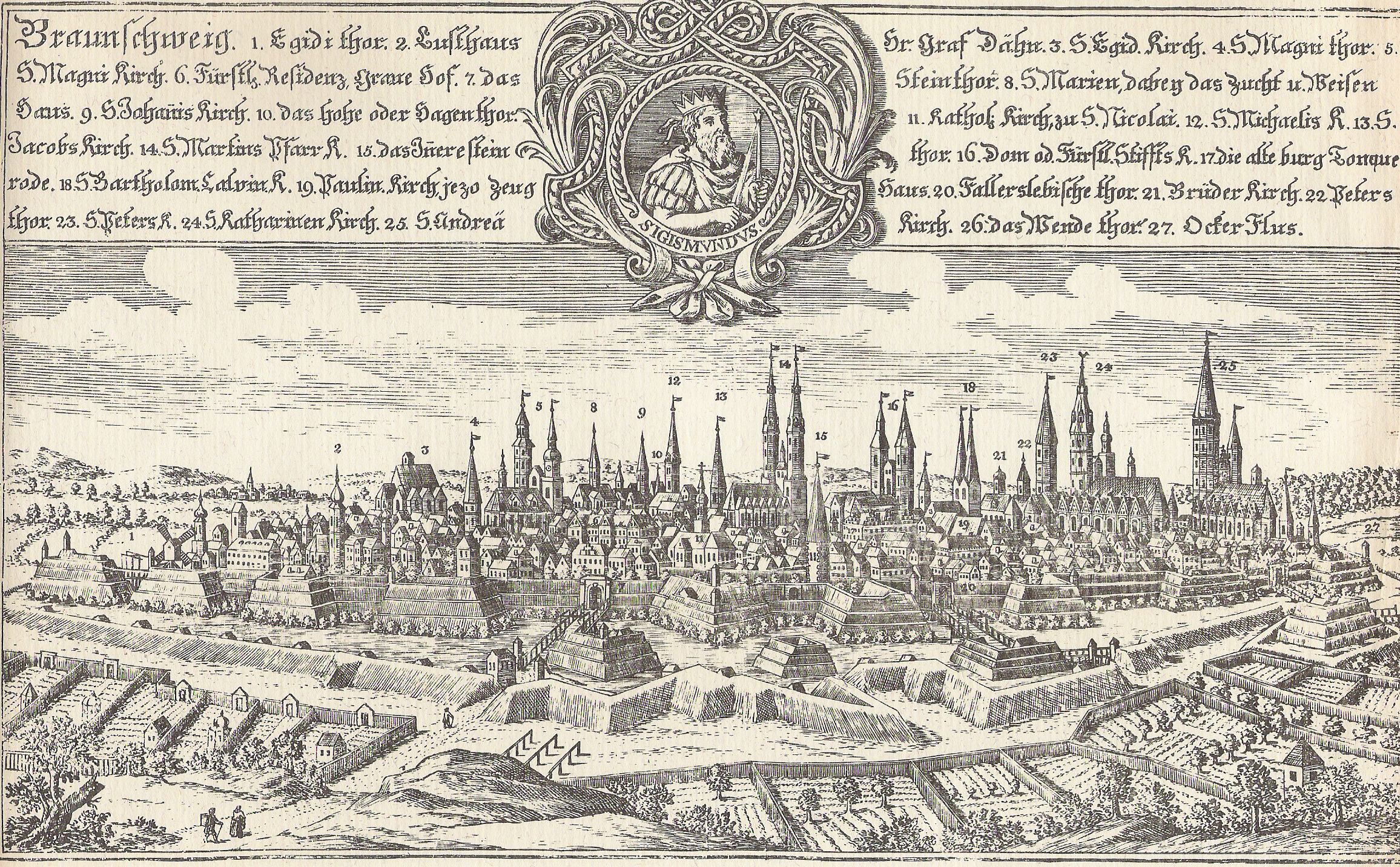
Die östlichen Befestigungsanlagen der Stadt Braunschweig, nach 1725.

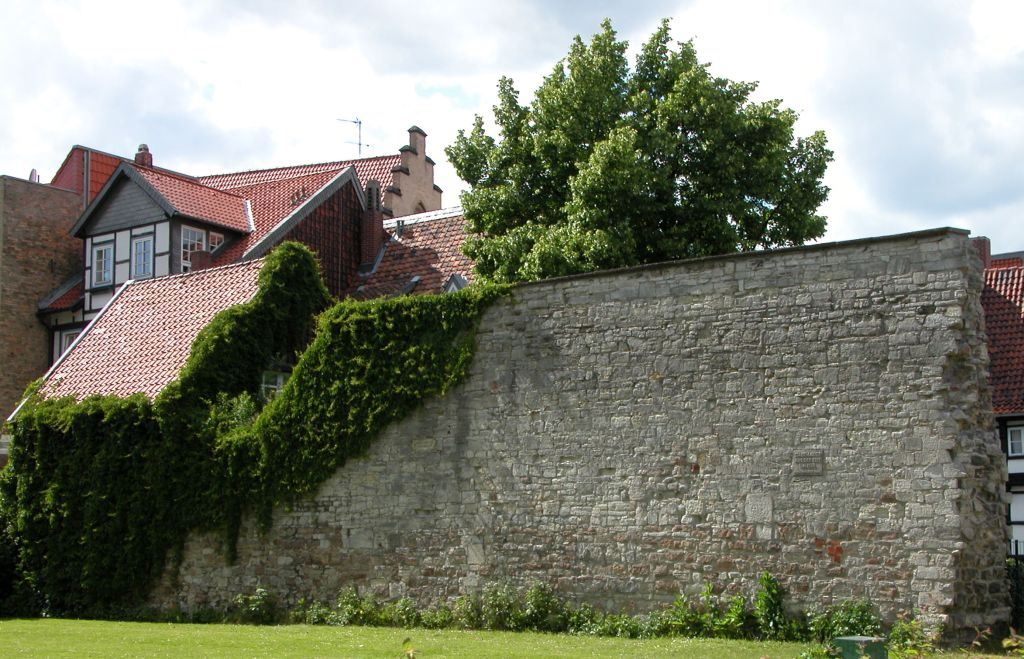
Rest der Stadtmauer aus dem 15. Jahrhundert zwischen westlicher Okerumflut und dem Neustadtmühlengraben am Prinzenweg.

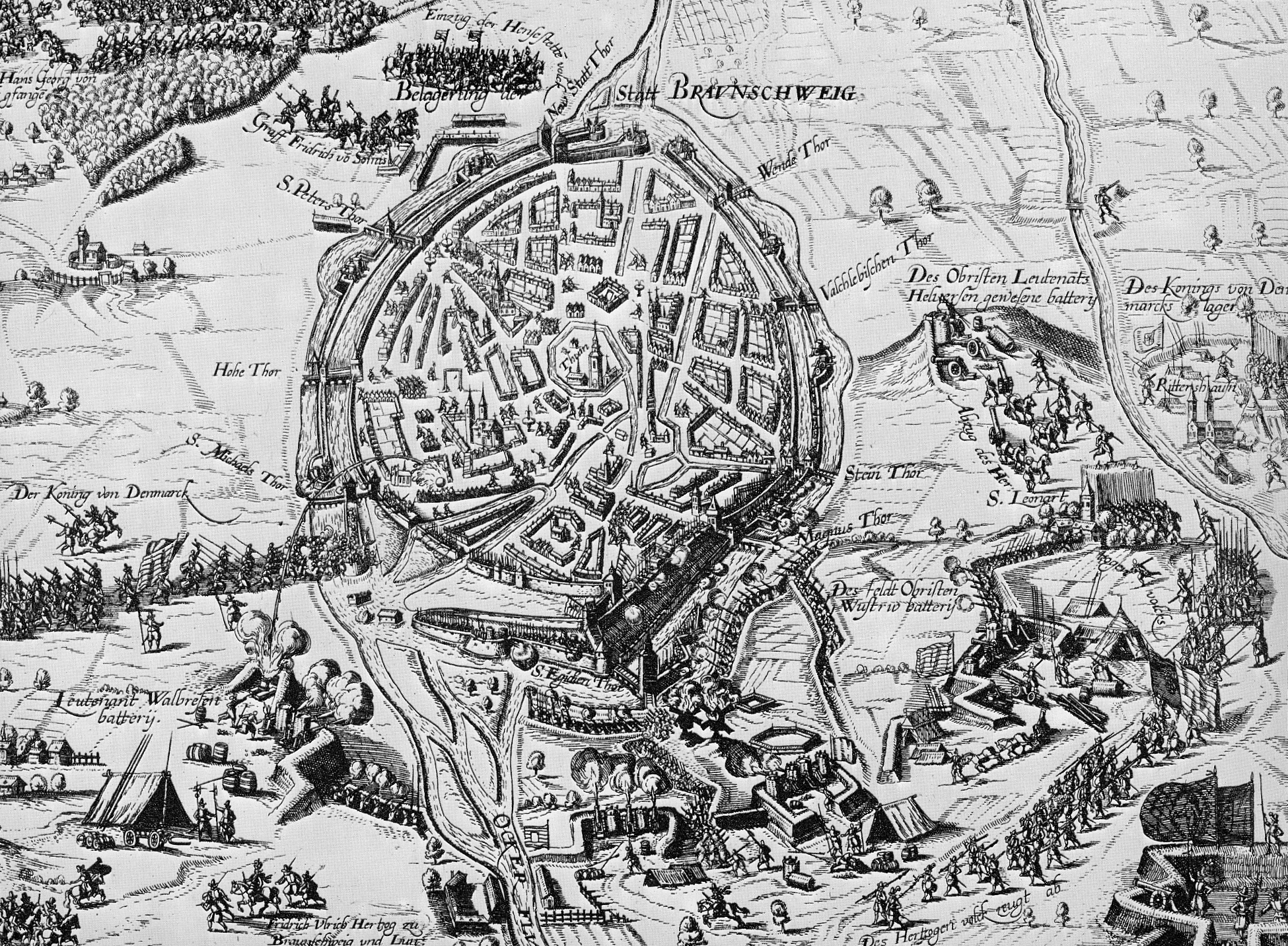
Die Belagerung der Stadt Braunschweig im Jahr 1615.

Die Befestigungsanlagen der Stadt Braunschweig waren ein System von Verteidigungsanlagen der Stadt Braunschweig, das in der Zeit von etwa 1000 bis Ende des 18. Jahrhunderts bestand. Einige wenige Reste dieser Anlagen sind noch heute erhalten, so z. B. ein Rest der Stadtmauer aus dem 15. Jahrhundert am Prinzenweg oder die Wallanlagen, die die heutige Braunschweiger Innenstadt innerhalb des Okerringes umgeben.

## Geschichte
Die Errichtung der Befestigungsanlagen Braunschweigs erfolgte in einem Zeitraum von etwa acht Jahrhunderten. Die Anlagen wurden in diesem Zeitraum, gemäß den jeweiligen wehrtechnischen Erfordernissen, sukzessiv aufgebaut und erweitert oder aufgegeben und geschleift. All diese Einrichtungen zur Verteidigung der Stadt Braunschweig haben zu keinem Zeitpunkt in ihrer Gesamtheit gleichzeitig bestanden.
Im Frühmittelalter floss die im Harz entspringende Oker in einer 200 bis 500 m breiten Flussaue durch das Gebiet der heutigen Innenstadt, die damals von mehreren Nebenarmen durchzogen wurde. Man vermutet, dass spätestens um das Jahr 1000 im Bereich des heutigen Kohlmarktes eine Kaufmannssiedlung entstand. An diesem Schnittpunkt zweier Fernhandelswege konnte eine Furt zum Übergang des Flusses genutzt werden. Gleichzeitig bot sich hier die Möglichkeit, den Gütertransport auf das Wasser zu verlegen, da der Landtransport mühsam und unsicher war. Damals war der Fluss über Braunschweig hinaus schiffbar.
Man nimmt an, dass die Häuser und Höfe der Siedlung zunächst individuell gesichert und befestigt waren. Diese für die einzelnen Hofbesitzer kostenintensiven, aber ineffektiven Befestigungen machten bald eine erste gemeinsame Mauer erforderlich. Ein letzter erhaltener Rest einer derartigen individuellen Umfassungsmauer befindet sich in der Stephanstraße (⊙) der Braunschweiger Innenstadt. Die Mauer bildet heute den Teil der Fassade eines später errichteten Hauses.
In den folgenden Jahrhunderten wurden um den ersten Siedlungskern weitere Ansiedlungen errichtet, die rechtlich voneinander unabhängig waren und als sogenannte Weichbilde jeweils über ein eigenes Rathaus, einen eigenen Rat, eine eigene Pfarrkirche und eigene Befestigungsanlagen verfügten. Den Weichbilden blieb ihre Unabhängigkeit bis in das Jahr 1671 erhalten, als die Epoche der unabhängigen Stadt Braunschweig durch Rückeroberung der Fürsten von Braunschweig-Wolfenbüttel beendet wurde.
Obwohl die Stadt Braunschweig im Mittelalter noch kein geschlossenes Gesamtwesen bildete, machte die Notwendigkeit einer wirksamen Verteidigung die Errichtung einer Stadtmauer mit Gräben und Wällen erforderlich, die die eng aneinanderliegenden Weichbilde gemeinsam umschloss.
Vor der Stadt wurden vorgelagerte Befestigungsanlagen angelegt, wie die Braunschweiger Landwehr, die sich etwa vier bis fünf Kilometer vor ihren Toren befand. Die entferntesten Wehranlagen bildeten Burgen und Wehrtürme im weiteren Umland, so die Asseburg in der Nähe der Stadt Wolfenbüttel und die Burg Vechelde. Diese Burgen sicherten wichtige Fernhandelswege der Stadt im Grenzgebiet benachbarter und oft befeindeter Territorien, wie dem der Herzöge des Fürstentums Braunschweig-Wolfenbüttel und dem Hochstift Hildesheim.

### Heute noch erhaltene Reste
Mitte des 18. Jahrhunderts verloren die Anlagen ihre militärische Bedeutung, sodass sie um 1769 aufgegeben wurden. Im ersten Jahrzehnt des 19. Jahrhunderts wurde mit der Schleifung der Wallanlagen begonnen und der Wallring angelegt, heute ein Ensemble aus Parkanlagen, Promenaden, Plätzen und Wohngebieten.
1835 waren die Umgestaltungsmaßnahmen abgeschlossen. Reste der Stadtmauer aus dem 15. Jahrhundert und die zwei sogenannten „Umflutgräben“ blieben erhalten. Diese Gräben umfließen noch heute das Stadtzentrum. In den Parkanlagen des Wallrings bilden die Hügel der ehemaligen Bastionen unübersehbare Anhöhen in der sonst flachen Stadtlandschaft.

## Die innere Befestigung
Die Stadt Braunschweig bestand bis 1671 aus fünf rechtlich unabhängigen Weichbilden (Altewiek, Altstadt, Hagen, Neustadt und Sack) sowie zwei weiteren Stadtbezirken, die Aegidienfreiheit um das Kloster St. Aegidien und die Burgfreiheit mit der Burg Dankwarderode.
Die Weichbilde waren nicht nur nach außen ummauert, sondern auch unter sich durch Mauern getrennt und mit Wehrtürmen gesichert. Verbindungen schafften Stadttore, wie das „Tor an der Langen Brücke“ und das „Leuentor“ zwischen Altstadt und Altewiek, das „Redingetor“ am Bohlweg zwischen Altewiek und Hagen sowie das „Gildetor“ oder „Judentor“ zwischen Hagen und Neustadt.
Die Altstadt und die Neustadt wurden noch vor 1149 ummauert und mit Gräben versehen, der Hagen um 1170, die Altewiek erst um 1200. Im 13. Jahrhundert begann man bereits wieder mit dem Abtragen der Weichbildmauern innerhalb der Stadt, zugunsten einer äußeren, gemeinsamen Stadtmauer.
Die Burg verlor früh ihre Bedeutung als Bollwerk der Stadt. Die Mauern der Burg, in den 1580er Jahren abgetragen, wurden militärisch bedeutungslos, als die Burg durch die Anlage neuer Weichbilde umschlossen wurde. Der Burggraben existierte noch bis 1798 und wurde dann unterirdisch kanalisiert, um Platz für Neubauten zu schaffen.

## Die äußere Befestigung

### Stadtmauer, Gräben und Wälle

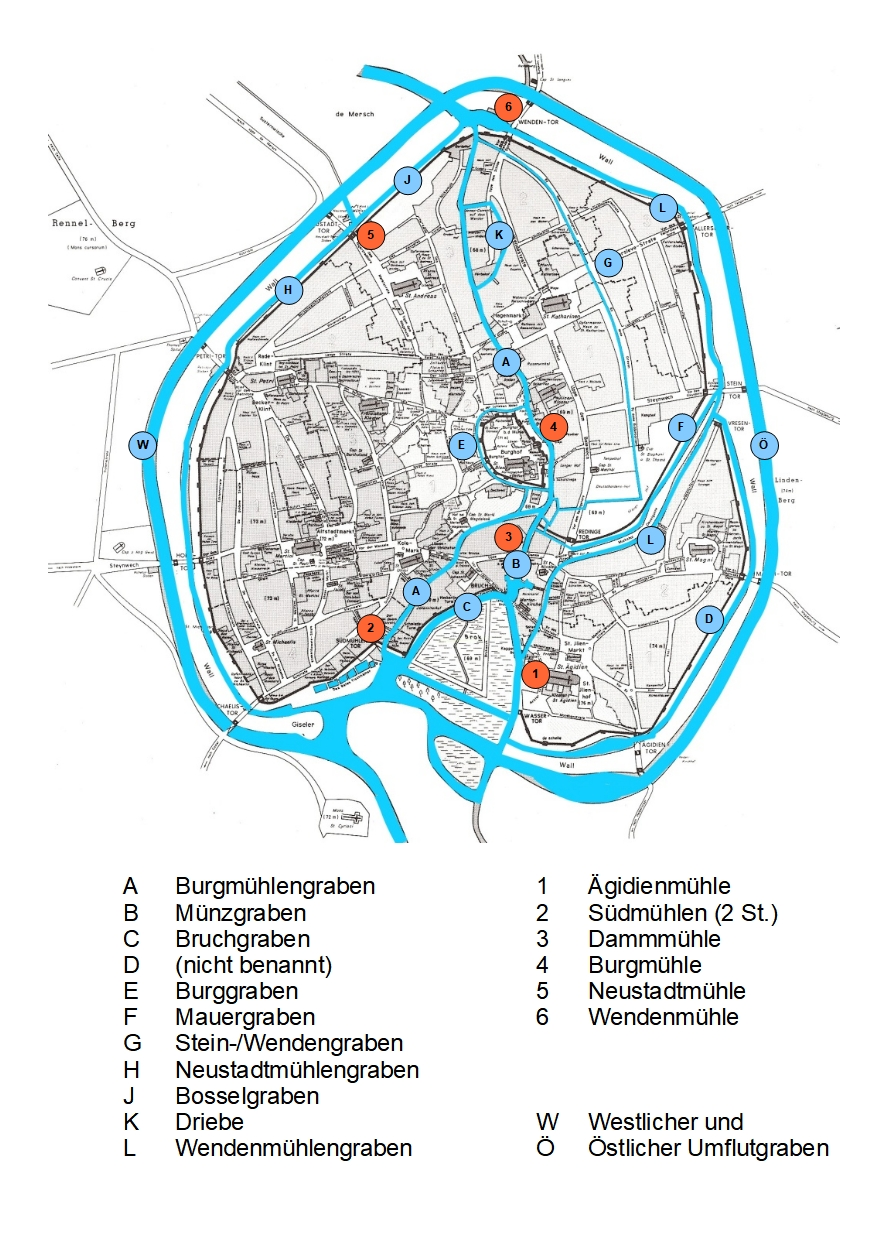
Verlauf der Okerarme im Braunschweiger Stadtgebiet um 1400.

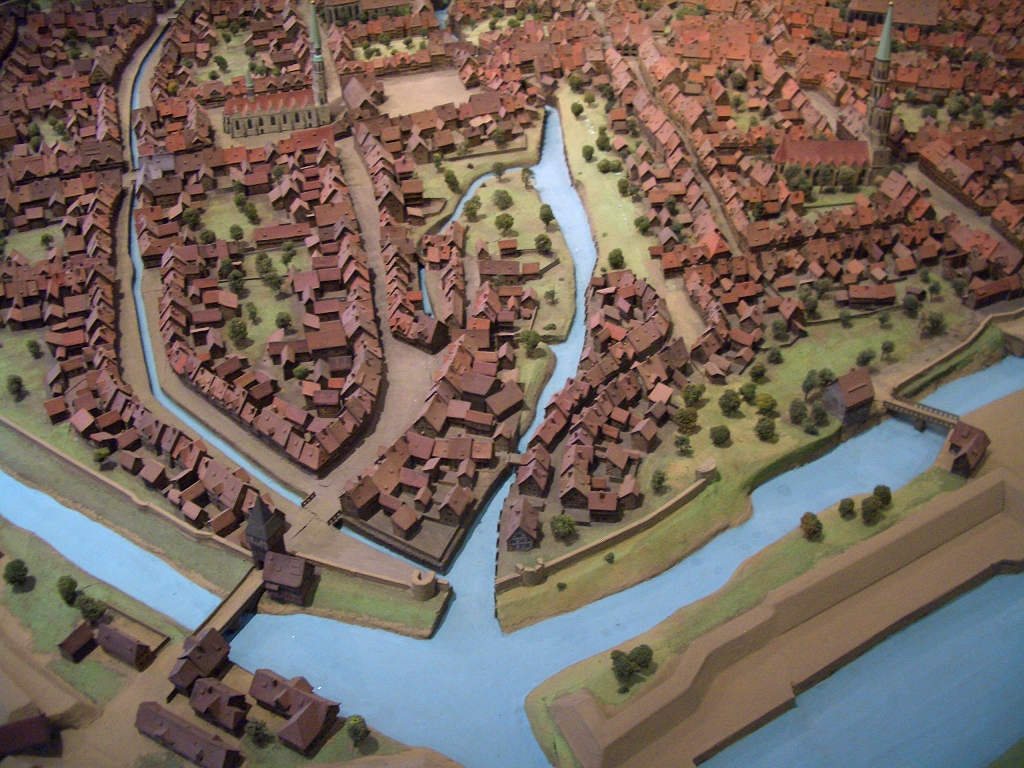
Zusammenfluss der Mauergräben im Modell.

Von den frühesten, die Stadt umgebenden Mauern aus dem 12. Jahrhundert, sind keine Spuren vorhanden. Es wird jedoch vermutet, dass die Lage dieser Mauer etwa jener Stadtmauer entsprach, die 1671 in den Plänen der Stadt verzeichnet wurde. Größere Verlegungen durch Stadterweiterungen gab es wahrscheinlich im Nordosten der Stadt, im Gebiet des Weichbildes Hagen.
Mitte des 12. Jahrhunderts wurde die Oker mittels Mauergräben um die Stadt herumgeleitet. Im Süden der Stadt befand sich das „Eisenbütteler Wehr“, das den Fluss staute, um ihn in zwei großen „Umflutgräben“ östlich und westlich um die Stadt herum zu leiten. Im Nordwesten flossen beide Okerarme wieder zusammen. Die Umflutgräben wurden mit Wällen bis Mitte des 18. Jahrhunderts zu einer starken Stadtbefestigung ausgebaut. Diese Gräben begrenzen noch heute den historischen Stadtkern Braunschweigs.
Die Stadtmaueranlage des 14. Jahrhunderts bestand aus dem Umflutgraben an ihrer Außenseite und einem weiteren Mauergraben an ihrer inneren Seite, der Stadt zugewandt. Die ausgehobene Erde wurde dammartig aufgeschüttet und darauf die Mauer gesetzt. An der Innenseite wurde die Mauer mit weiterer Erde hinterfüllt. Um die Mauer gegen den Druck der Hinterfüllung abzusichern, erhielt sie auf ihrer Außenseite gemauerte Strebepfeiler. Die Instandhaltung und Bewachung der einzelnen Stadtmauerabschnitte und Stadttore unterlag dem Rat der einzelnen Weichbilder. Der Neustadtmühlengraben und der Bosselgraben sind als einzige der inneren Mauergräben noch nahezu vollständig erhalten geblieben.
Durch ihre starken, wirksamen Maueranlagen konnte sich die Stadt den Belagerungen der Jahre 1550, 1553, 1605 und 1615 widersetzen. Auch aus den Wirren des Dreißigjährigen Krieges ging Braunschweig, anders als die Nachbarstädte Wolfenbüttel und Magdeburg, unbeschadet hervor.

### Stadttore und Türme

Liste der acht Stadttore Braunschweigs in der ersten Hälfte des 18. Jahrhunderts

Ursprünglich gab es zehn Stadttore, die dem Verkehr als Durchlass dienten: das Magnitor, Aegidientor, Bruchtor, Michaelistor, das Hohe Tor, Petritor, Neustadttor, Wendentor, Fallersleber Tor und das Steintor. Vier Tore trugen die Namen der Kirchen, in deren Nähe sie erbaut wurden (Magni-, Aegidien-, Michaelis- und Petrikirche). Die Namen dreier Tore bezeichnen ihre Lage (Bruchtor, das Hohe Tor und Neustadttor) und drei Tore führten die Namen der Straßen, deren Endpunkte sie bildeten (Wendenstraße, Fallersleber Straße und Steinweg).

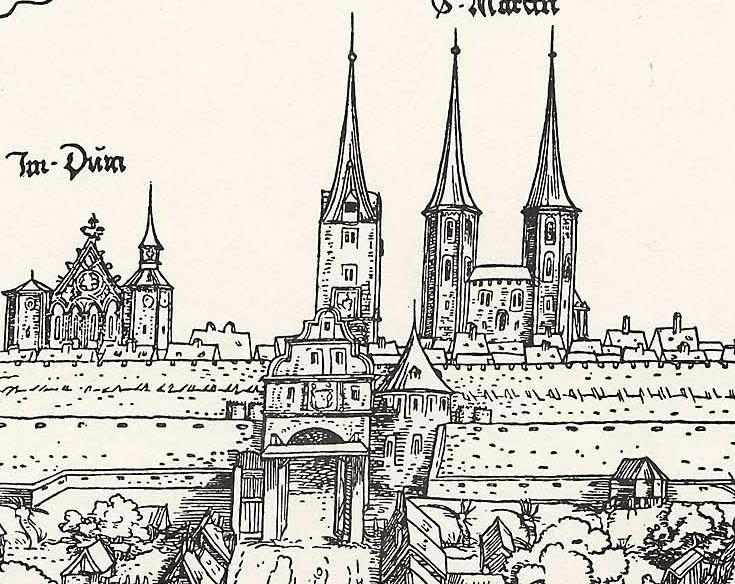
Das „Hohe Tor“ in Braunschweig. Ausschnitt aus einer Stadtansicht aus dem Jahr 1547.

Die Tore bestanden meist aus einem äußeren und einem inneren Tor, die von jeweils einem Torturm überbaut oder flankiert waren. Es wird angenommen, dass alle äußeren Tortürme als sogenannte Zwinger in Rundform errichtet wurden. Während des Ausbaus der Stadt zur Bastionärsbefestigung wurde die Anzahl der Stadttore ab 1693 reduziert. Nach der Schließung des Neustadttores (1693) und des Magnitores (1720) standen noch acht Tore zur Verfügung.
Entlang der Maueranlage wurden zu ihrer Sicherung Mauertürme errichtet. Man geht davon aus, dass bis zu 41 Mauertürme, die meist als Geschützstellungen dienten, bestanden haben. Die mächtigsten dieser Türme wurden auch als ‚Burgen‘ bezeichnet, wie die Bammelsburg am heutigen Inselwall und die St. Michaelisburg auf dem Gelände des heutigen Stobwasserhauses in der Echternstraße.
Mit dem Einsatz schwerer Geschütze verloren Tore und Türme ihre Bedeutung für die Verteidigung der Stadt. Ihr Abriss erfolgte in der zweiten Hälfte des 18. Jahrhunderts.
| Aegidientor (Augusttor) · Braunschweig um 1755 |

| Bruchtor (Südmühlentor) · Braunschweig um 1755 |

| Michaelistor und Wilhelmitor · Braunschweig um 1755 |

| Das Hohe Tor · Braunschweig um 1755 |

| Das Alte und Neue Petritor · Braunschweig um 1755 |

| Das Neustadttor · Braunschweig um 1755 |

| Das Wendentor · Braunschweig um 1755 |

| Das Fallersleber Tor · Braunschweig um 1755 |

| Steintor und Friesentor · Braunschweig um 1755 |

| Magnitor · Braunschweig um 1755 |

### Bollwerke

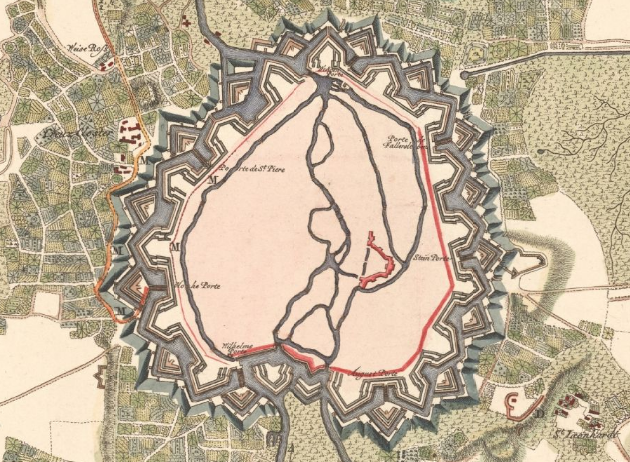
Karte der Wallanlagen Braunschweigs um 1761.

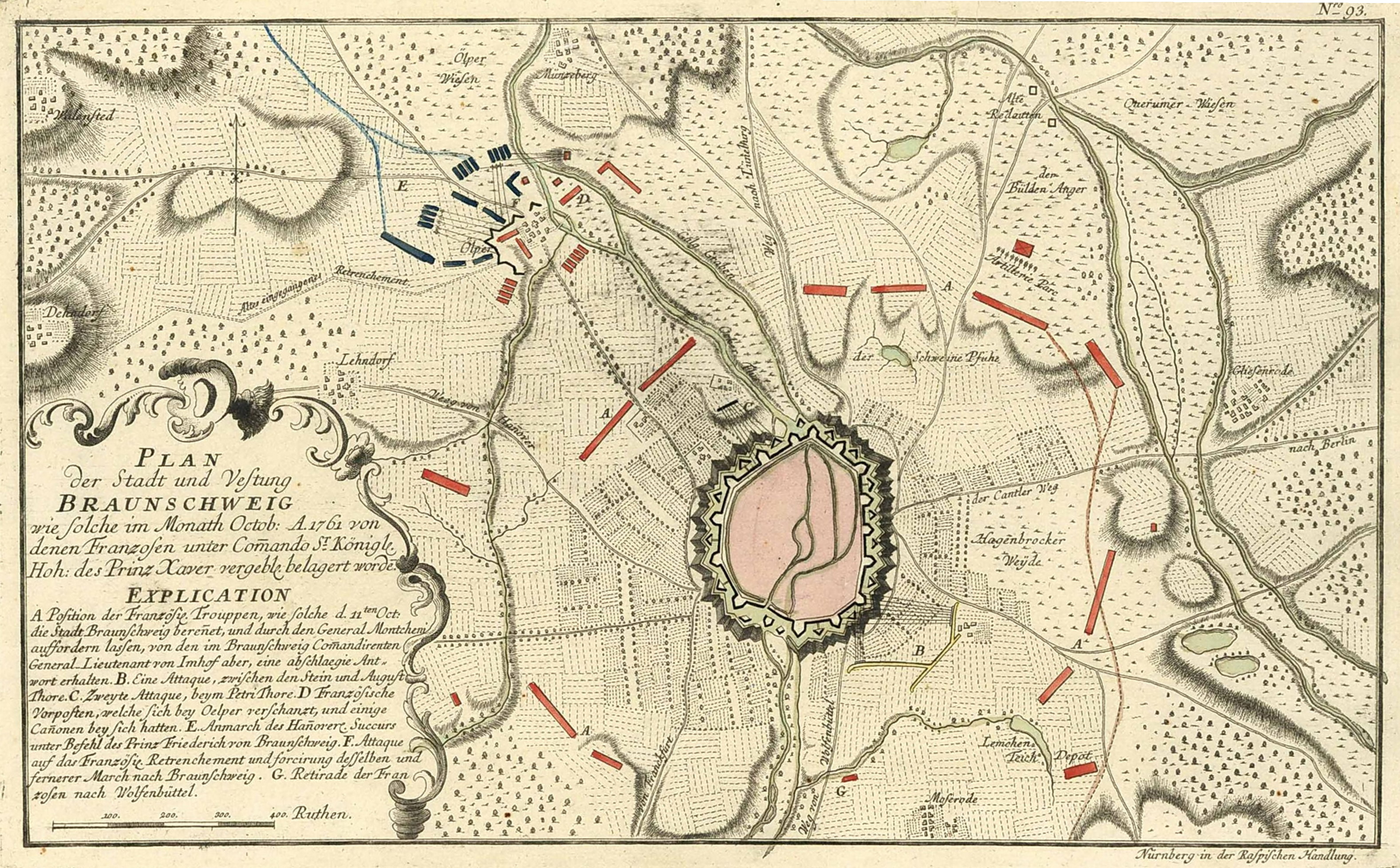
Vergebliche französische Belagerung von Braunschweig (1761)

Im Jahr 1671 erfolgte die Rückeroberung der seit 1432 faktisch unabhängigen Stadt Braunschweig durch die Fürsten von Braunschweig-Wolfenbüttel. 1692 begann der Umbau der Wehranlagen in eine neuzeitliche Stadtfestung nach Plänen des Festungsbaumeisters Johann Caspar von Völcker (1655–1730).
Völcker plante die Befestigungsbauten nach niederländischem Vorbild. Es entstanden siebzehn Bollwerke (Bastionen) und Wallanlagen mit der Ausbildung von Kurtinen, Ravelins und Glacies. Die Bollwerke wurden meist mit den Namen damals lebender Personen der Fürstenfamilie belegt. Die Arbeiten waren in Völckers Todesjahr 1730 noch nicht vollendet. Sein Nachfolger Johann Georg Möring setzte den Bau bis 1740 fort.
Bereits zu diesem Zeitpunkt wurde erkannt, dass die Befestigungsmanier veraltet war. Die Kriegsführung ging im Laufe des 18. Jahrhunderts vom Belagerungskrieg zur offenen Feldschlacht über. Dennoch wurde die Befestigung 1762 im Siebenjährigen Krieg nach einer französischen Belagerung nochmals ausgebaut.
Ab 1803 wurden die Befestigungsanlagen unter Leitung des Architekten Peter Joseph Krahe (1758–1840) geschleift. An ihrer Stelle entstanden die Parkanlagen des Wallrings, in denen die Hügel der ehemaligen Bastionen, wie das „Christinenbollwerk“, der heutige „Windmühlenberg“, noch heute markante Anhöhen in der sonst flachen Stadtlandschaft bilden.
| Die Bastionen und Wallanlagen Braunschweigs um 1765, vom Augusttor im Südosten ausgehend im Uhrzeigersinn. |                      |                         | |
| Nr. | Bollwerk             | Bewaffnung im Jahr 1768 | Bemerkung |
| 1. | Christinenbollwerk ⊙ | 4 Kanonen               | der heutige „Windmühlenberg“ war von 1785 bis etwa 1830 Standort einer Windmühle. |
| 2. | Louisenbollwerk ⊙    | 3 Kanonen               | im Bereich des heutigen Lessingplatzes / Nîmes-Straße. |
| 3. | Der Bauchwall ⊙      | 3 Kanonen               | detachiertes Bollwerk, heute Kiryat-Tivon-Park. |
| 4. | Der „Kahle Wall“ ⊙   | 2 Kanonen               | detachiertes Bollwerk; der Kalenwall ist heute als Straße ein Teil des Braunschweiger Cityrings. |
| 5. | Eugeniusbollwerk ⊙   | 2 Kanonen               | im Bereich des heutigen Gieselerwalls / Ferdinandstraße. |
| 6. | Ferdinandsbollwerk ⊙ | 2 Kanonen               | im Bereich der heutigen Pawelstraße / Am Hohen Tor. |
| 7. | Carlsbollwerk ⊙      | 4 Kanonen               | heute Grünanlage Hohetorwall. |
| 8. | Elisabethbollwerk ⊙  | 2 Kanonen               | heute Petritorwall. |
| 9. | Kaisersbollwerk ⊙    | 2 Kanonen               | im Bereich der heutigen Petritorbrücke / Radeklint. |
| 10. | Ludewigsbollwerk ⊙   | 3 Kanonen               | heute Inselwallpark. |
| 11. | Rudolfsbollwerk ⊙    | 2 Kanonen               | heute Gaußberg. |
| 12. | Augustbollwerk ⊙     | 2 Kanonen               | heute Wendentorwall. Am 10. August 1788 unternahm der französische Ballonfahrer Jean-Pierre Blanchard auf dem Augustbollwerk einen Ballonaufstieg. Das Ereignis verarbeitete der Schriftsteller Adolph Knigge zu seinem Roman Die Reise nach Braunschweig. |
| 13. | Leopoldsbollwerk ⊙   | 3 Kanonen               | heute Fallersleber-Tor-Wall. |
| 14. | Antonsbollwerk ⊙     | 2 Kanonen               | heute Theaterpark. |
| 15. | Ulrichsbollwerk ⊙    | 2 Kanonen               | heute Museumpark. |
| 16. | Friedrichsbollwerk ⊙ | 3 Kanonen               | heute Steintorwall im Bereich des ehemaligen Kulturzentrums „Die Brücke“. |
| 17. | Wilhelmbollwerk ⊙    | 2 Kanonen               | heute Löwenwall. |

## Vorgelagerte Befestigungsanlagen

### Die Landwehr und ihre Wehrtürme

Verlauf der Braunschweiger Landwehr.

Im Jahr 1376 beschloss der Rat der Stadt, mit der Landwehr im Braunschweiger Umland, weit vor den eigentlichen Stadtbefestigungsanlagen, einen weiteren Wall zu errichten. Nördlich der Stadt, beim heutigen Stadtteil Ölper wurde mit dem Bau von steilen Erdwällen begonnen. Bisweilen verliefen bis zu drei Wälle parallel, die von tiefen Gräben eingefasst waren.
Zwischen 1380 und 1416 wurden sieben Wehrtürme und Bergfriede errichtet: der „Gliesmaroder Turm“ (⊙), „Ölper Turm“ (⊙), „Raffturm“ (⊙), „Rothenburger Turm“ (⊙), „Rüninger Turm“ (⊙), „Schöppenstedter Turm“ (⊙) und der „Wendenturm“ (⊙). Die Türme sollte die wichtigen Handels- und Heerstraßen zwischen Braunschweig und den Städten Hildesheim, Magdeburg, Lüneburg, Leipzig und Frankfurt am Main sichern und befanden sich etwa vier bis fünf Kilometer, damals etwa eine Wegstunde, vor den Toren der Stadt.
Als die Landwehr Ende des 18. Jahrhunderts ihre militärische Bedeutung verlor, wurden die Wehrtürme geschleift. Die Nebengebäude gingen in Privateigentum über und dienten als Gasthäuser. Noch im 19. Jahrhundert konnten die Wirte von den Reisenden Chausseegeld erheben, eine Art Straßenbenutzungsgebühr. Der „Rothenburger Turm“ und der „Wendenturm“ dienen noch heute als Restaurantbetriebe.

Gliesmaroder Turm
Ölper Turm
Raffturm
Rüninger Turm
Schöppenstedter Turm
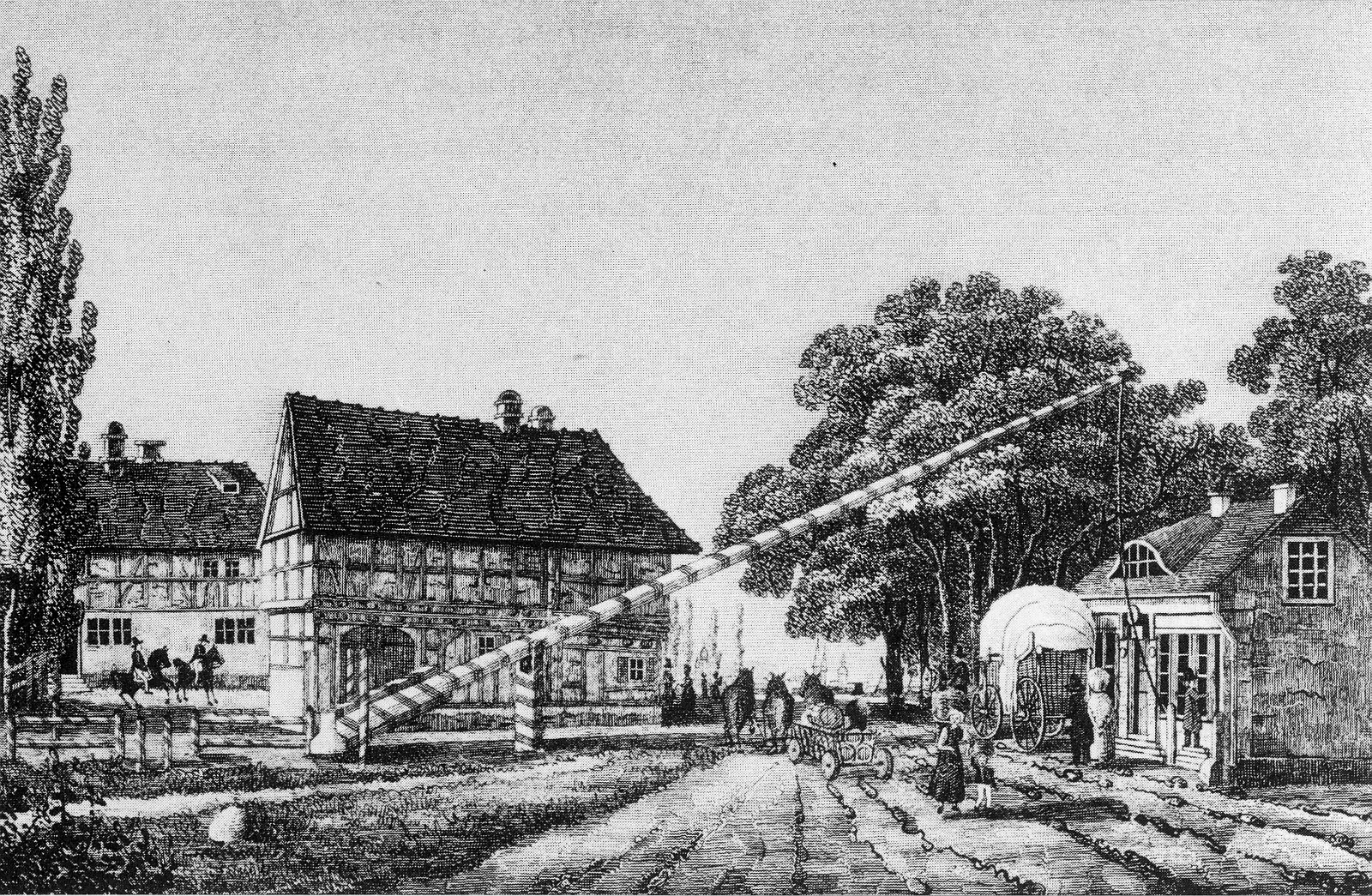
Wendenturm

### Burgen und Bergfriede im Umland
Als äußerste Befestigungsanlagen an den Grenzen des Braunschweiger Besitztums und als Vorburgen des eigentlichen Stadtgebietes dienten die Asseburg (⊙), Burg Campen (⊙), Burg Hessen (⊙), die Hornburg (⊙), Burg Neubrück (Nienbrügge, ⊙) und die Burg Vechelde (⊙). Zwischen Mitte des 14. Jahrhunderts bis Anfang des 15. Jahrhunderts hatte der Rat der Stadt diese Burgen zumeist als Pfand der Herzöge von Braunschweig-Wolfenbüttel erhalten. Die Stadt ließ die Burgen verstärken, zum Teil neu errichten und rüstete bereits um 1420 die Burgbesatzungen mit Feuerwaffen aus.
Schon im Verlauf des 15. Jahrhunderts versuchte der Rat, sich dieser kostspieligen und zum Teil weit vor den Toren der Stadt gelegenen Burgen (bis zu 30 km) wieder zu entledigen. Gleichzeitig wollte man jedoch vermeiden, sie erneut in den Besitz der meist verfeindeten Herzöge zu übergeben. So entschied man im Jahr 1492, in einer Fehde mit dem Herzog Heinrich dem Älteren (1463–1514), die Asseburg aufzugeben und niederzubrennen. Die Asseburg, einst die größte und als uneinnehmbar geltende Höhenburg Norddeutschlands, ist seitdem eine Ruine.
Burg Campen und Burg Neubrück dienten später als fürstliche Amtshäuser, Schloss Hessen und Schloss Vechelde als Residenzen der Herzöge des Fürstentums Braunschweig-Wolfenbüttel.

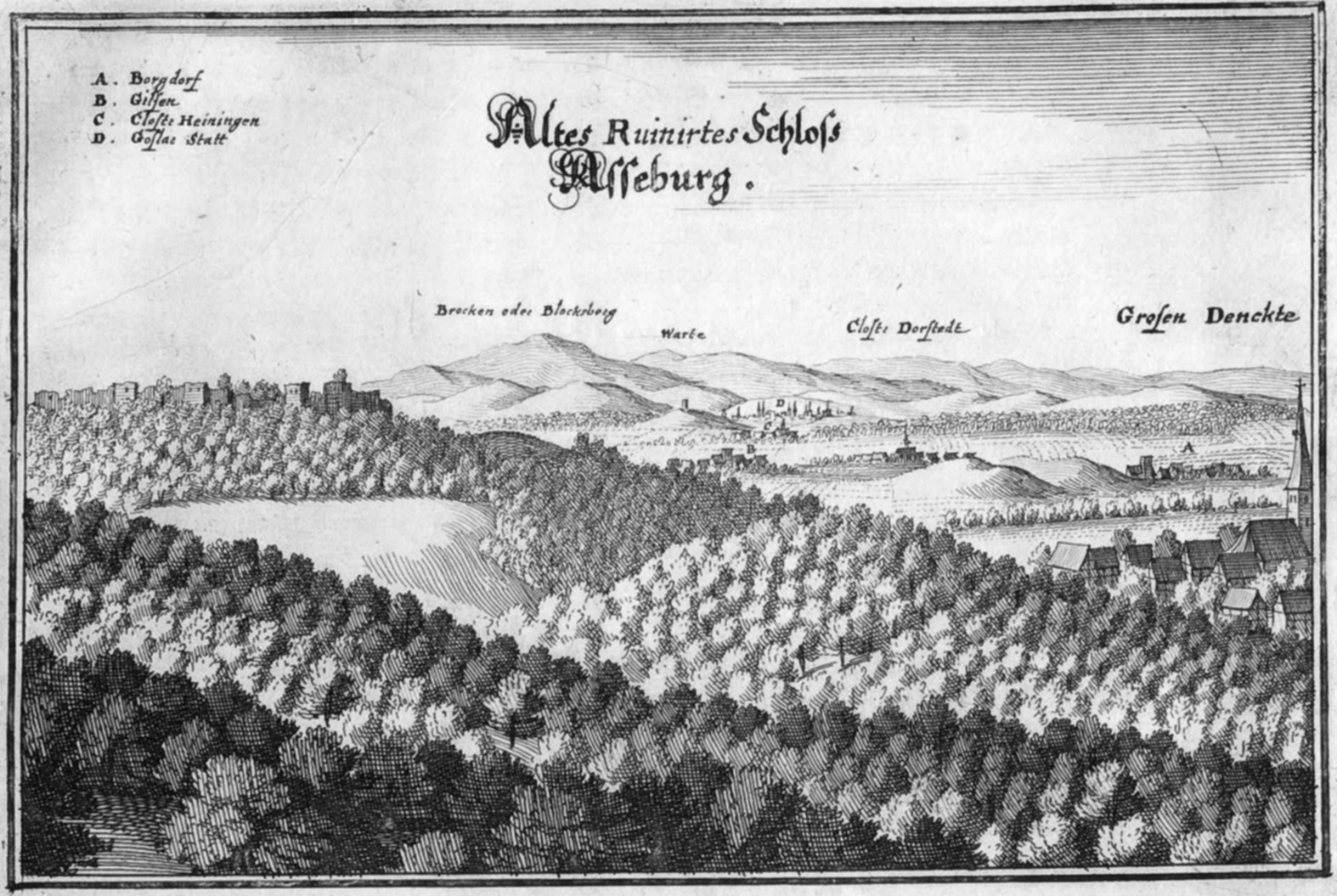
Asseburg
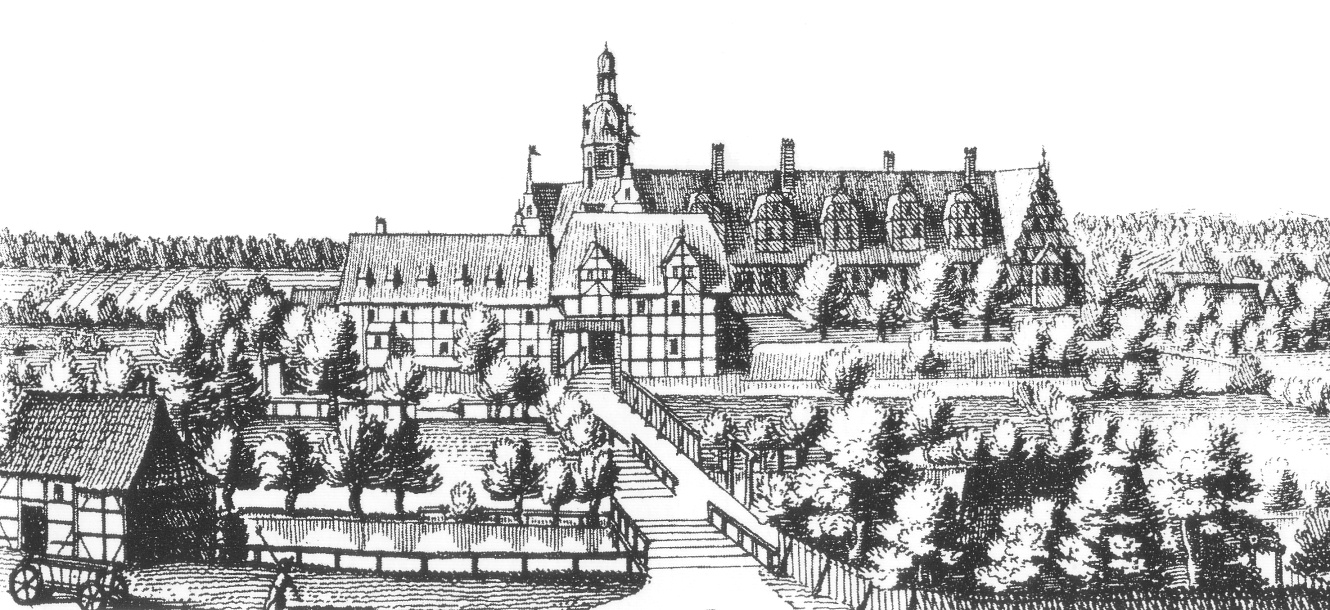
Burg Campen
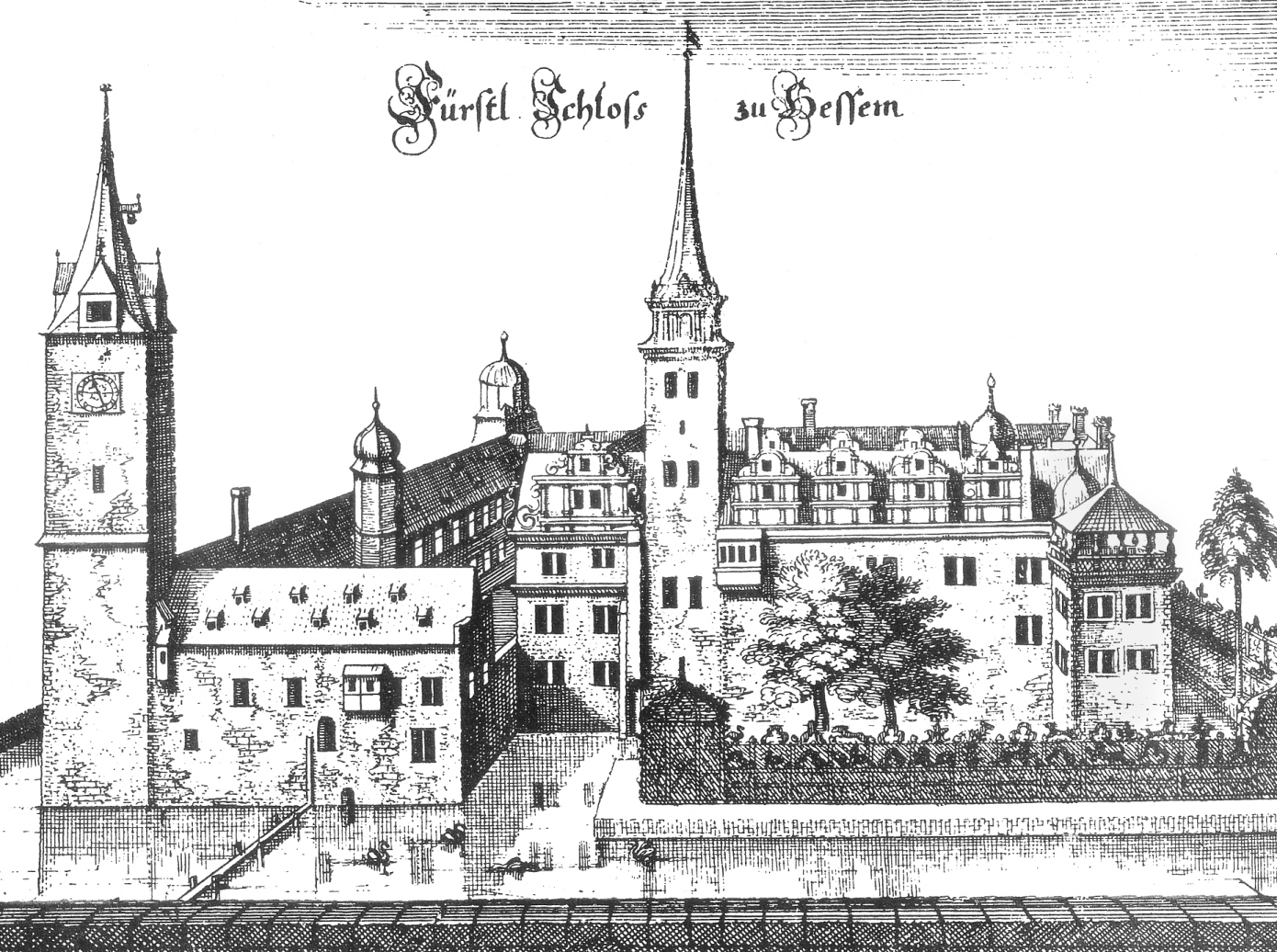
Burg Hessen
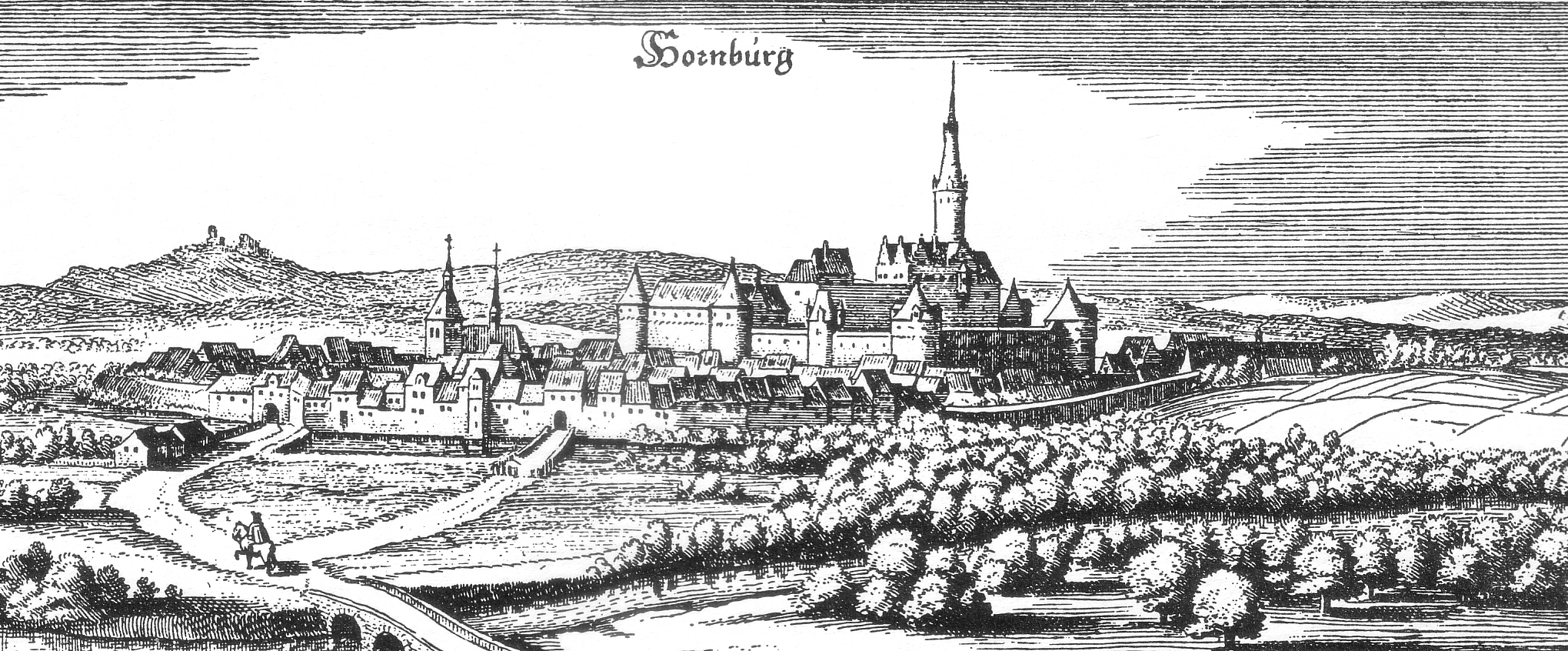
Hornburg
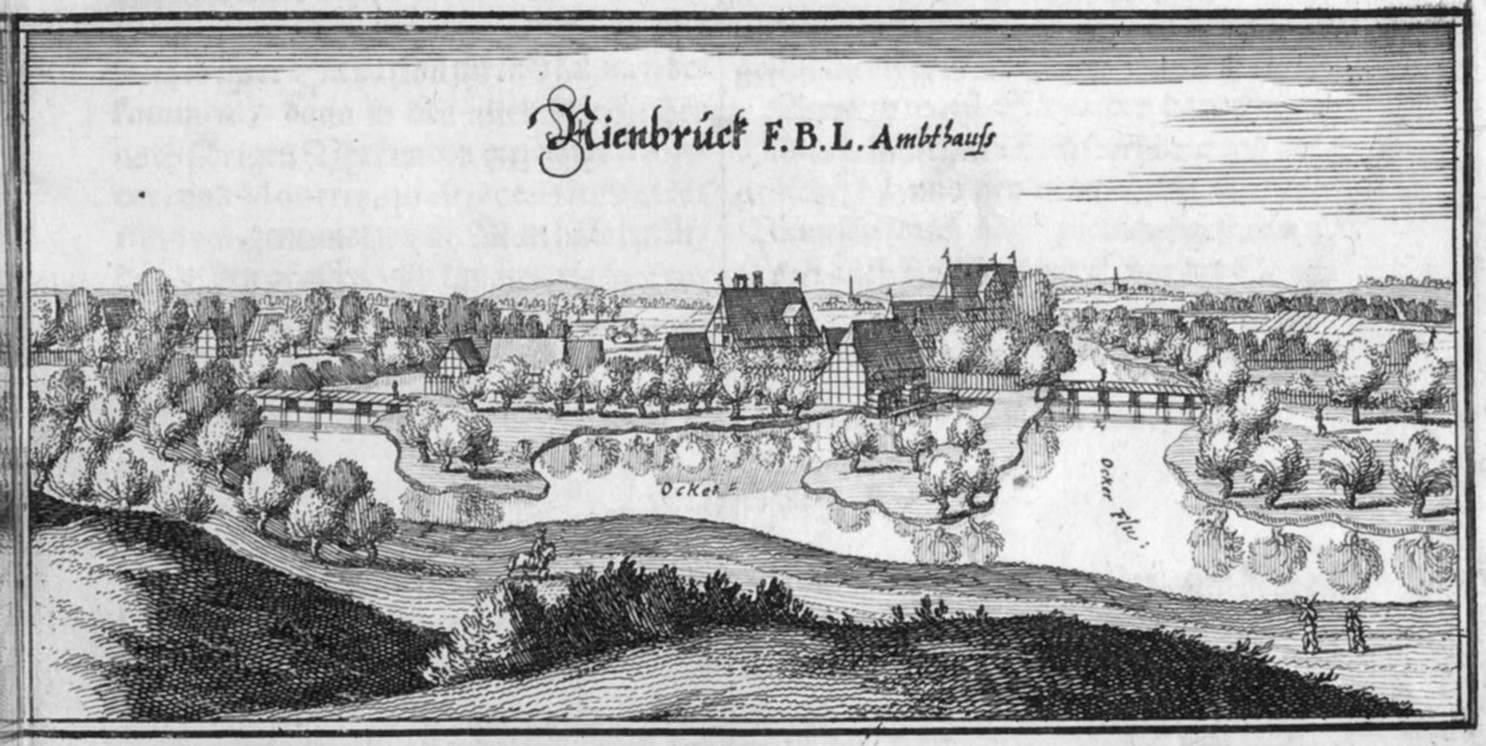
Burg Neubrück (Nienbrügge)
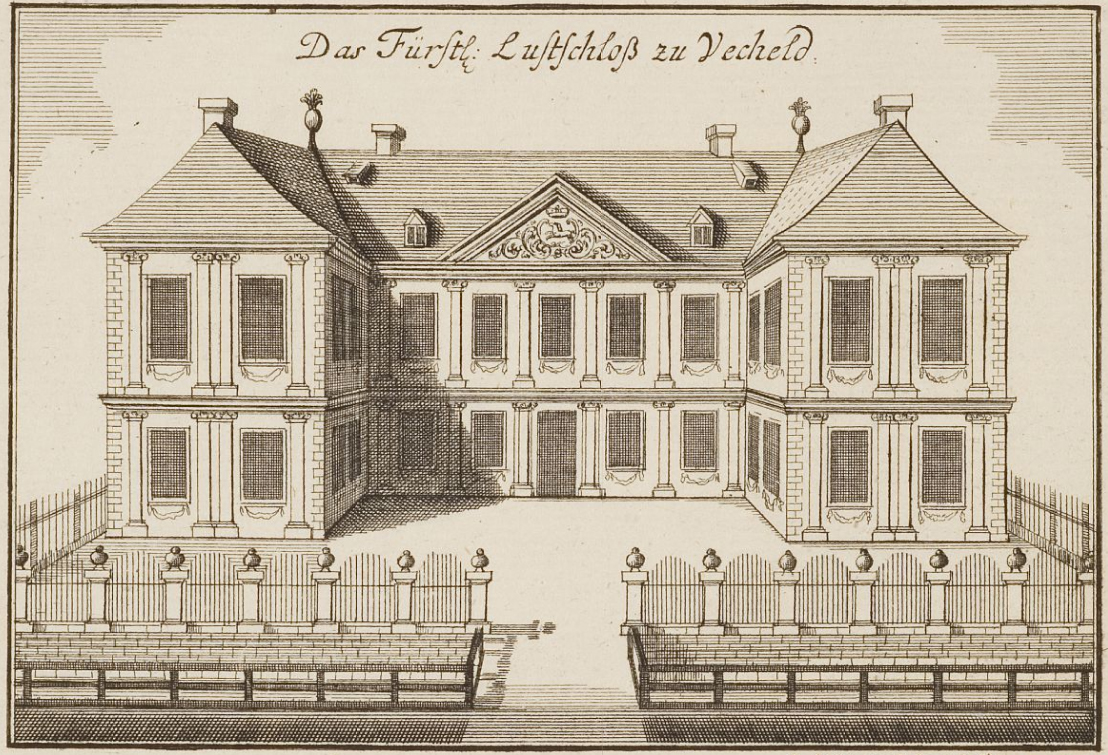
Schloss Vechelde